# Muralla de Visby

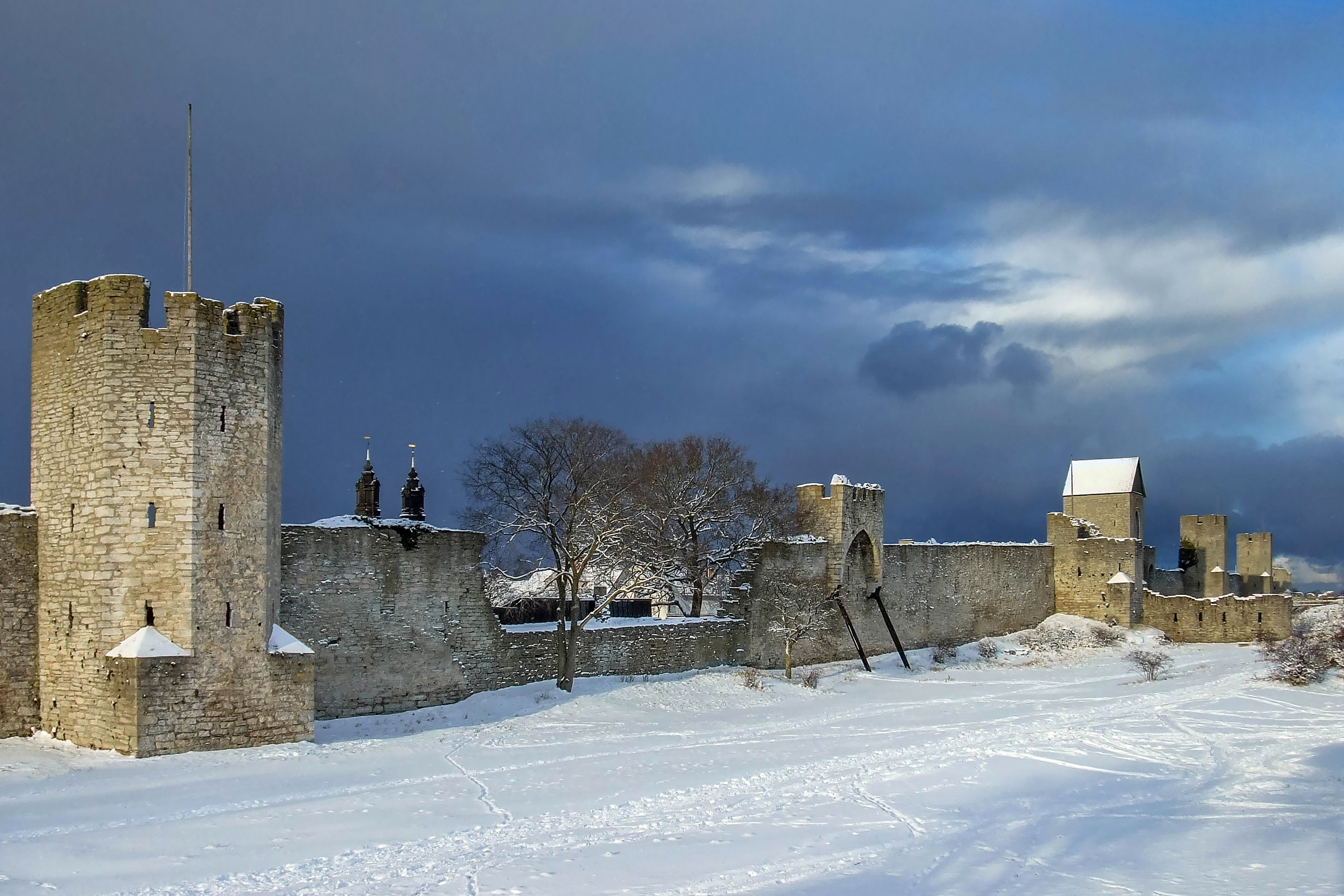
Vista de la muralla de Visby en invierno, Suecia.

La muralla de Visby (en sueco: Visby ringmur, a veces Visby stadsmur) es una muralla defensiva medieval que rodea el pueblo de Visby en la isla de Gotland, Suecia. Es el muro medieval más fuerte, largo y mejor preservado de Escandinavia, y por ello es una parte importante del Patrimonio de la Humanidad Ciudad hanseática de Visby.
Fue construida en dos etapas durante los siglos XIII y XIV, aún se conservan unos 3,44 km de sus 3,6 km originales. De las 29 grandes torres y 22 torres pequeñas originales, aún se conservan 27 y 9 respectivamente. Varias casas anteriores a la construcción de la muralla fueron incorporadas en la misma durante una de las fases de su construcción. Durante el siglo XVIII, se agregaron fortificaciones a la muralla en varios puntos y algunas torres fueron reconstruidas para ubicar cañones.

## Historia
La parte más antigua de la muralla es una torre defensiva, hoy llamada Kruttornet (la Torre de la Pólvora), que fue construida en la entrada del puerto en el siglo XII, siendo el edificio no religioso más antiguo de los países nórdicos. No fue sino hasta los años 1270 y 1280, que comenzó la construcción de una defensa adecuada para la ciudad de Visby, con la construcción del muro que daba a tierra firme. Este primer muro tenía aproximadamente 5 a 6 metros de alto. En su lado de la ciudad, el muro tenía una plataforma elevada para arqueros con aberturas espaciadas regularmente para disparar flechas, mientras que entre las aberturas estrechas había rendijas. Según los exámenes dendrocronológicos, la Österport (la Puerta Este) se construyó no antes de 1286, seguida de dos Puertas más en c. 1289: la Norderport (Puerta Norte) y en 1294 la Snäckgärdsporten (la Puerta Snäckgärds). Durante década de 1290 y principios de 1300, se agregaron alrededor de 20 torres grandes entre las puertas.
La construcción del muro probablemente estuvo relacionada con conflictos que surgieron entre la ciudad de Visby y la asamblea de Gotland, lo que desencadenó a una guerra civil en la isla en 1288. Una parte del muro al este de Kvarntornet (la Torre del Molino) que ha sido arrasada posiblemente data del comienzo de esta guerra, cuando Visby fue capturado y saqueado.
La construcción de murallas en las ciudades era algo inusual en los países nórdicos durante la Edad Media, por lo que la construcción de la muralla de la ciudad atestigua la importancia comercial de Visby durante este tiempo. En la Suecia medieval, solo Estocolmo, Kalmar y Visby tenían murallas.

## Galería de imágenes

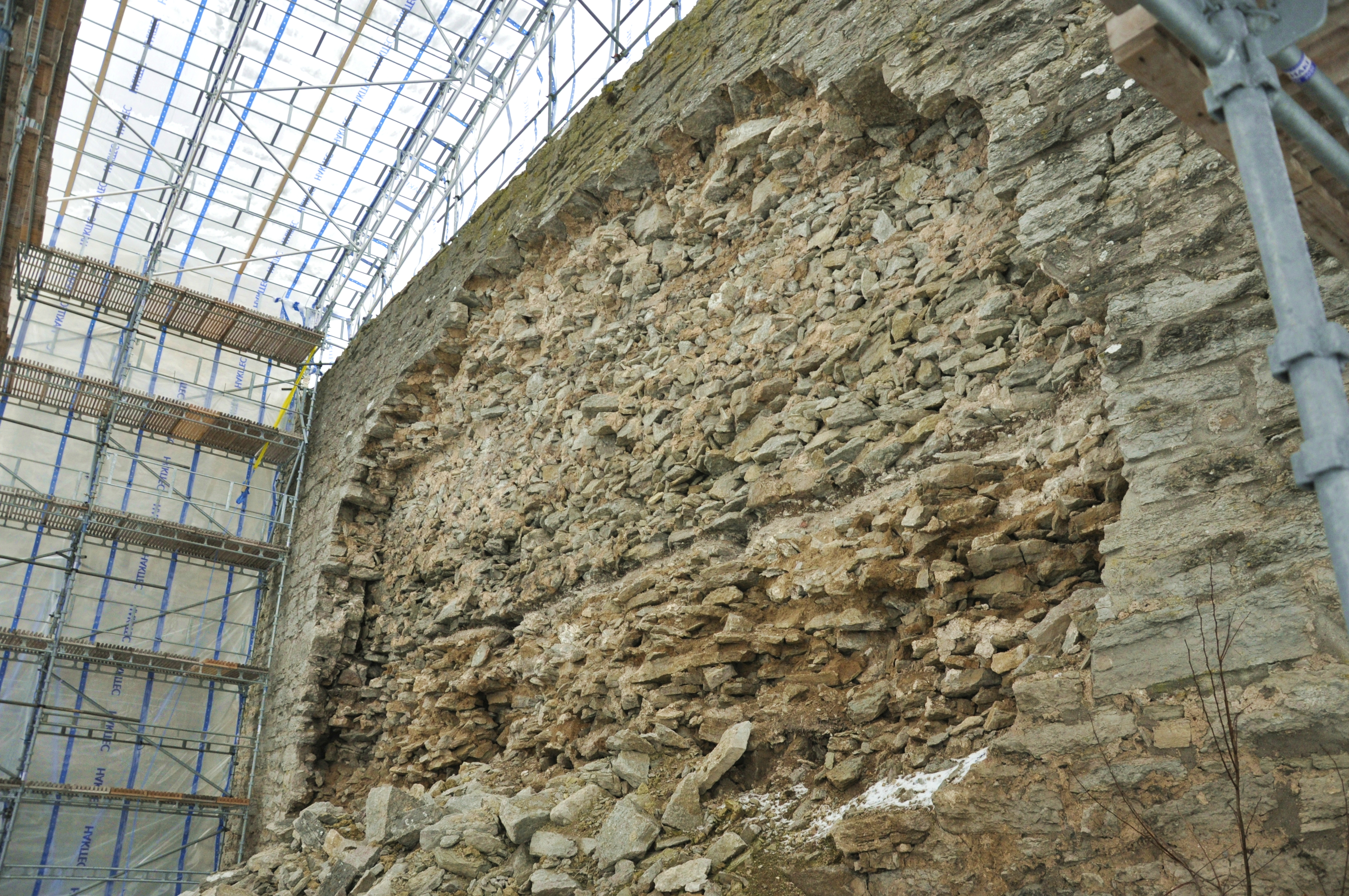
Renovación en el 2013 de un sector de la muralla que se había desmoronado
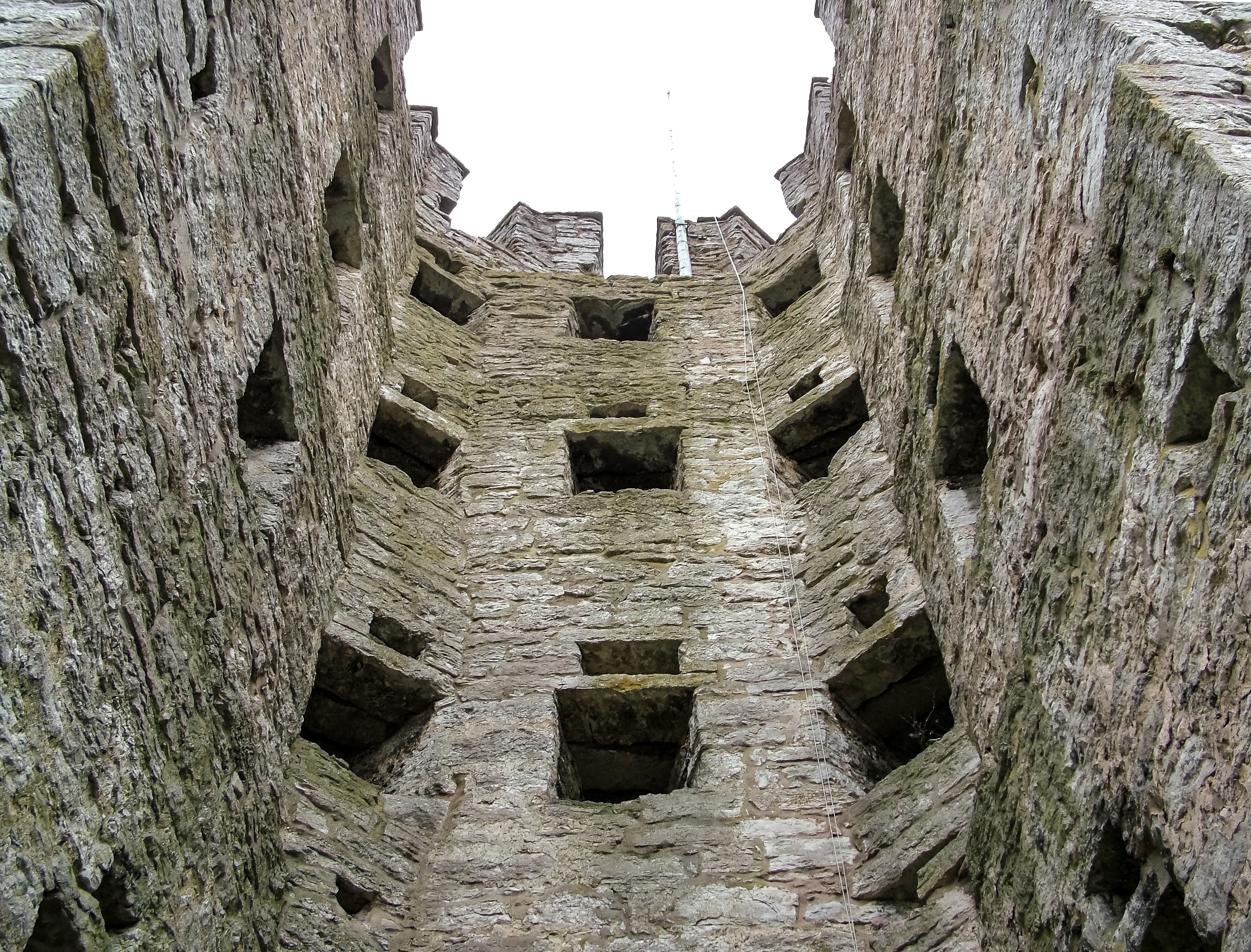
Interior de la Torre Tall Lisa
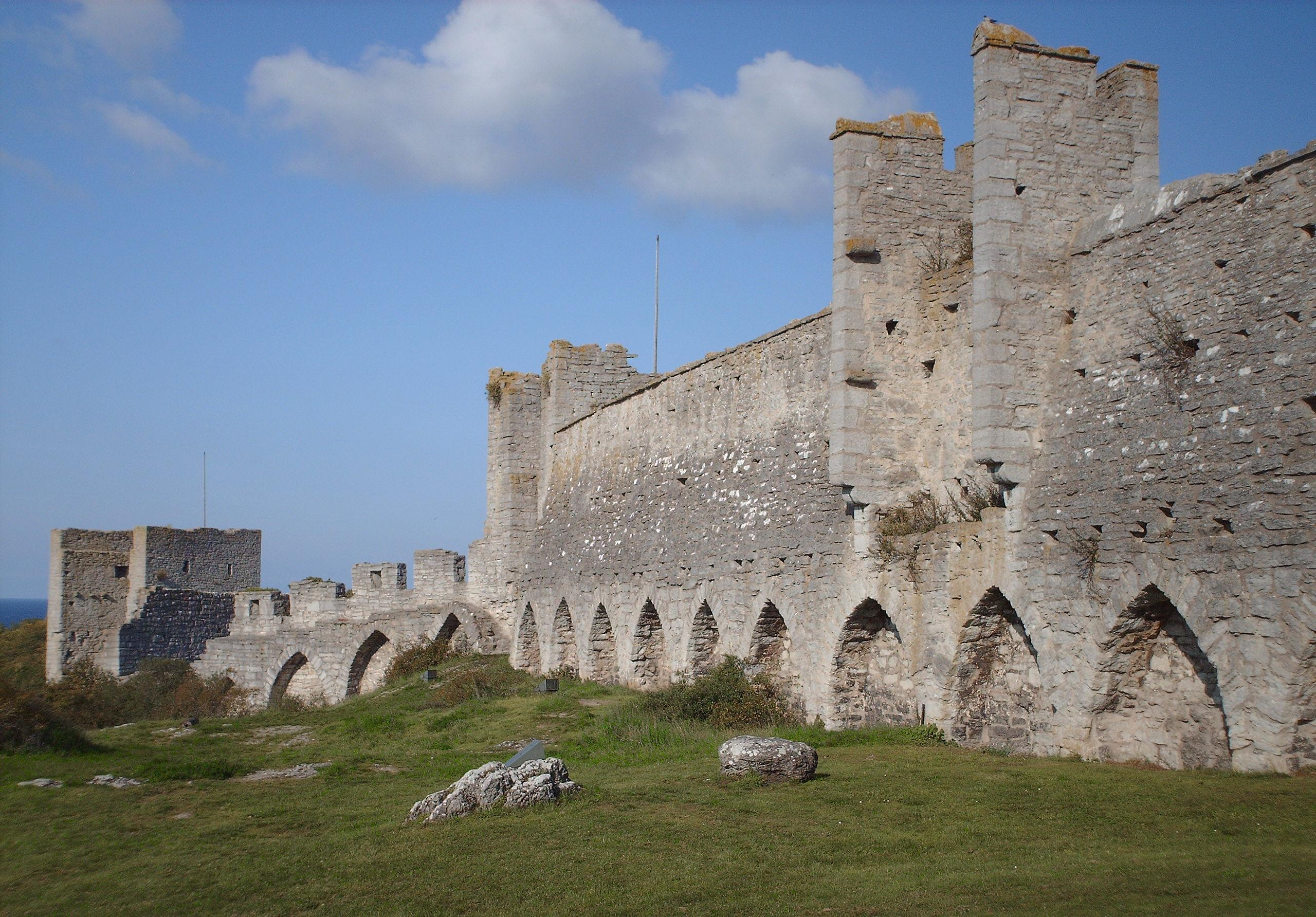
Dentro de la muralla
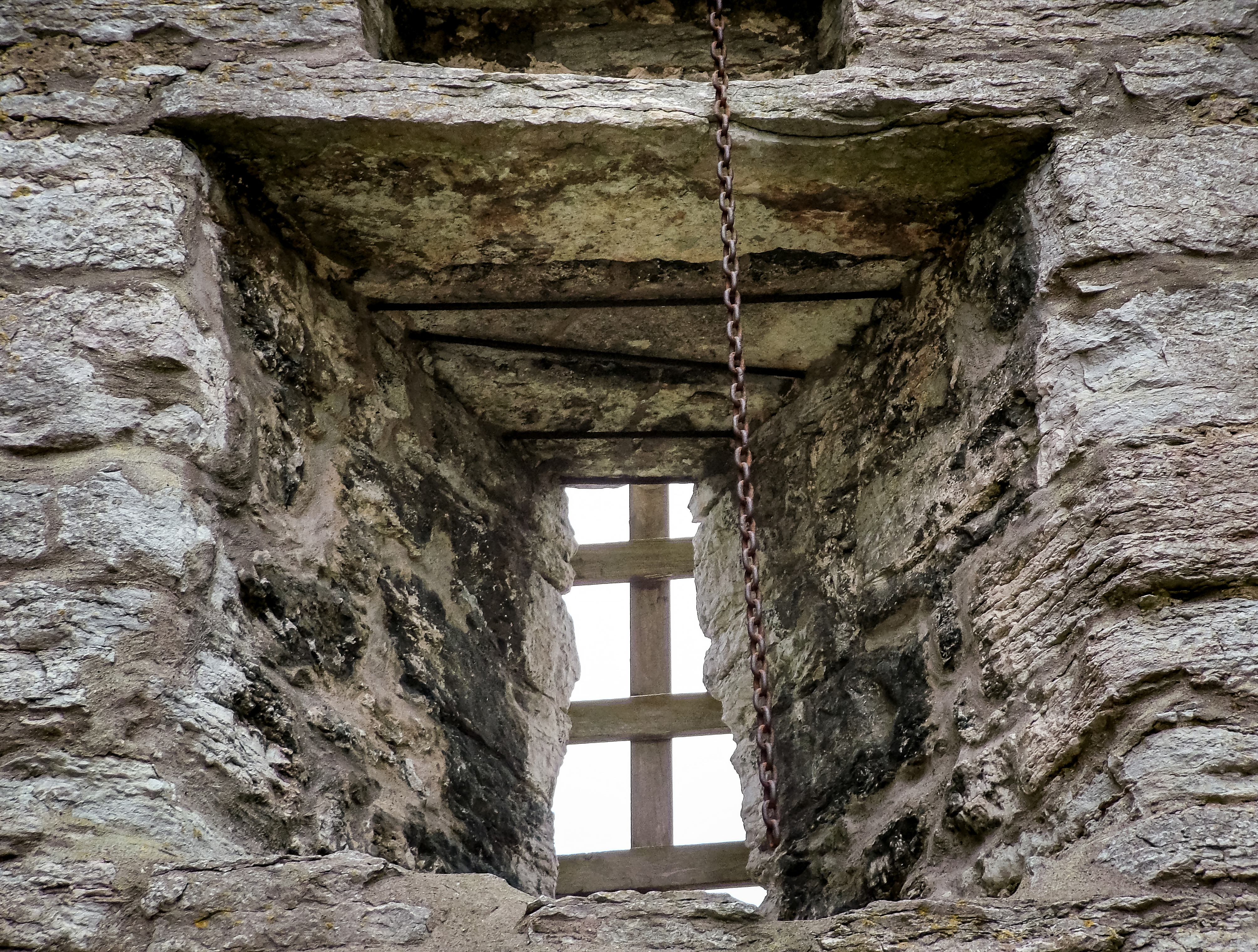
Vierteagus del muro
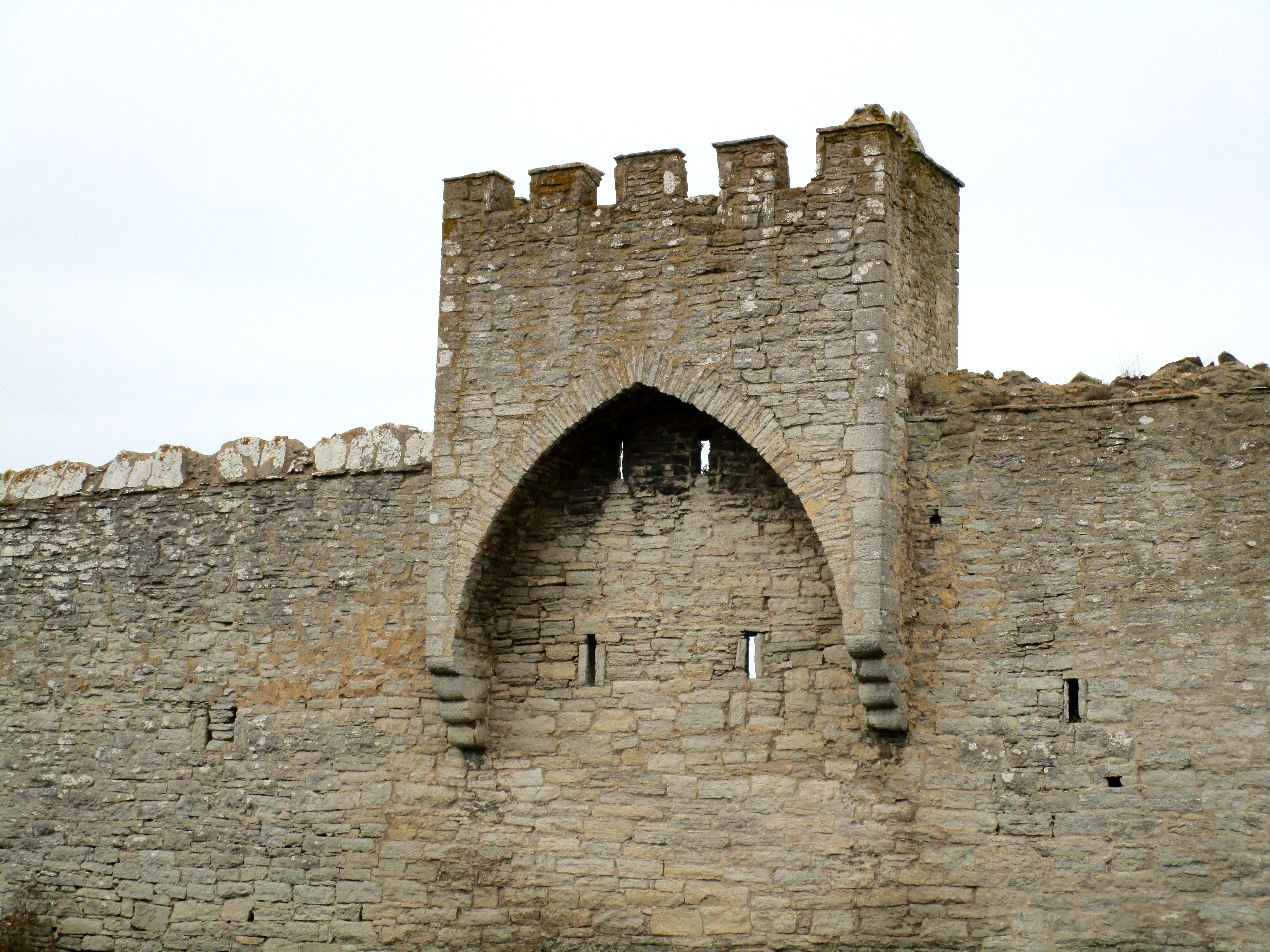
Una torre pequeña en el sector oeste de la Puerta Sur de la muralla
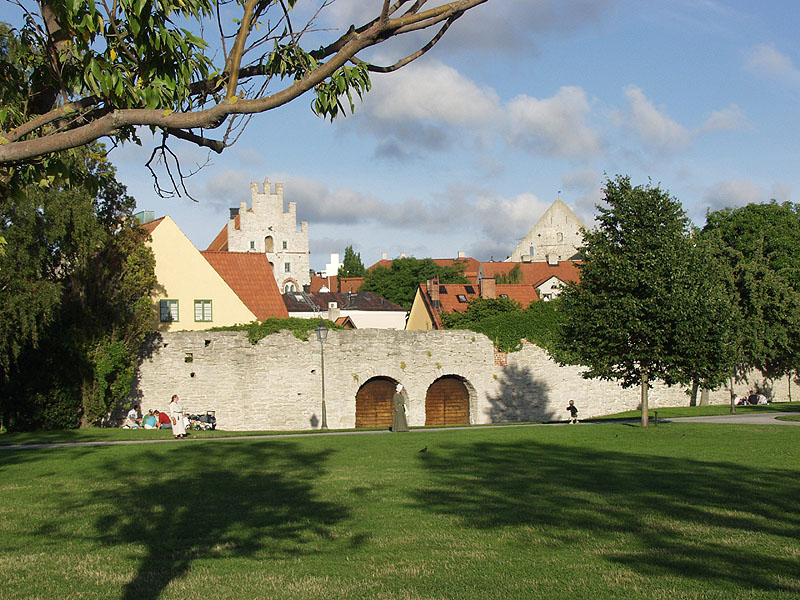
La muralla en el parque Almedalen
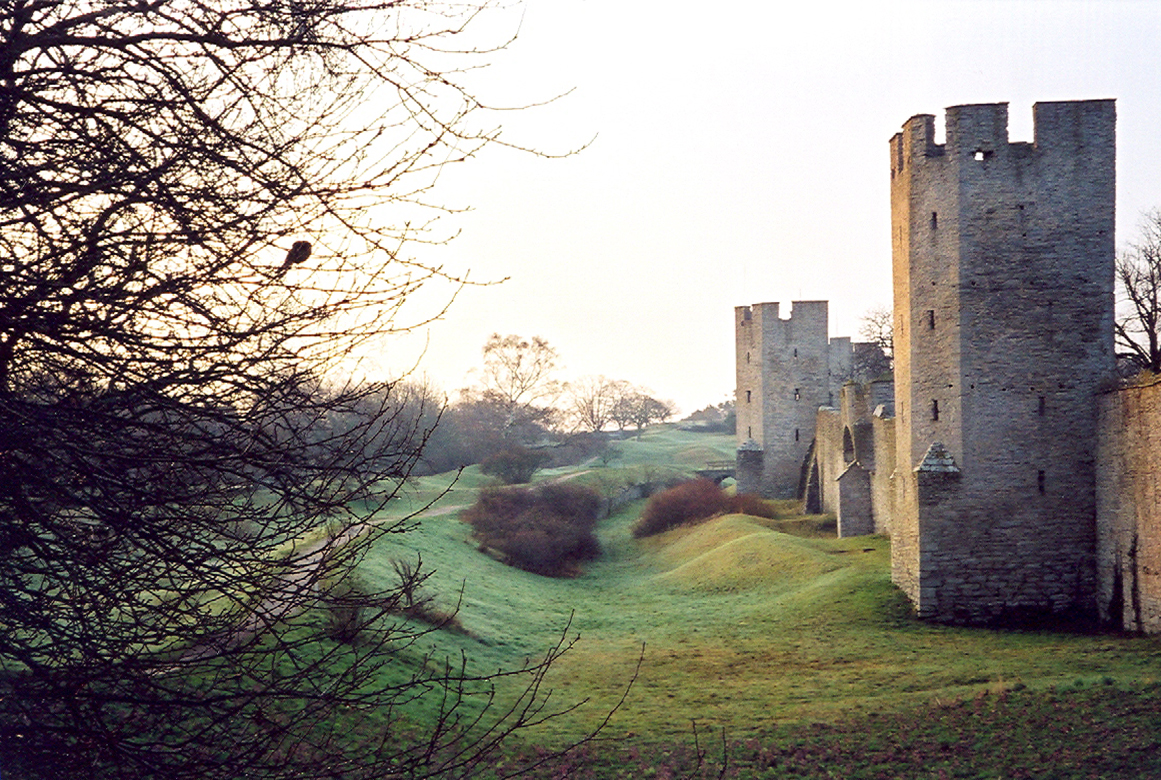
El foso norte
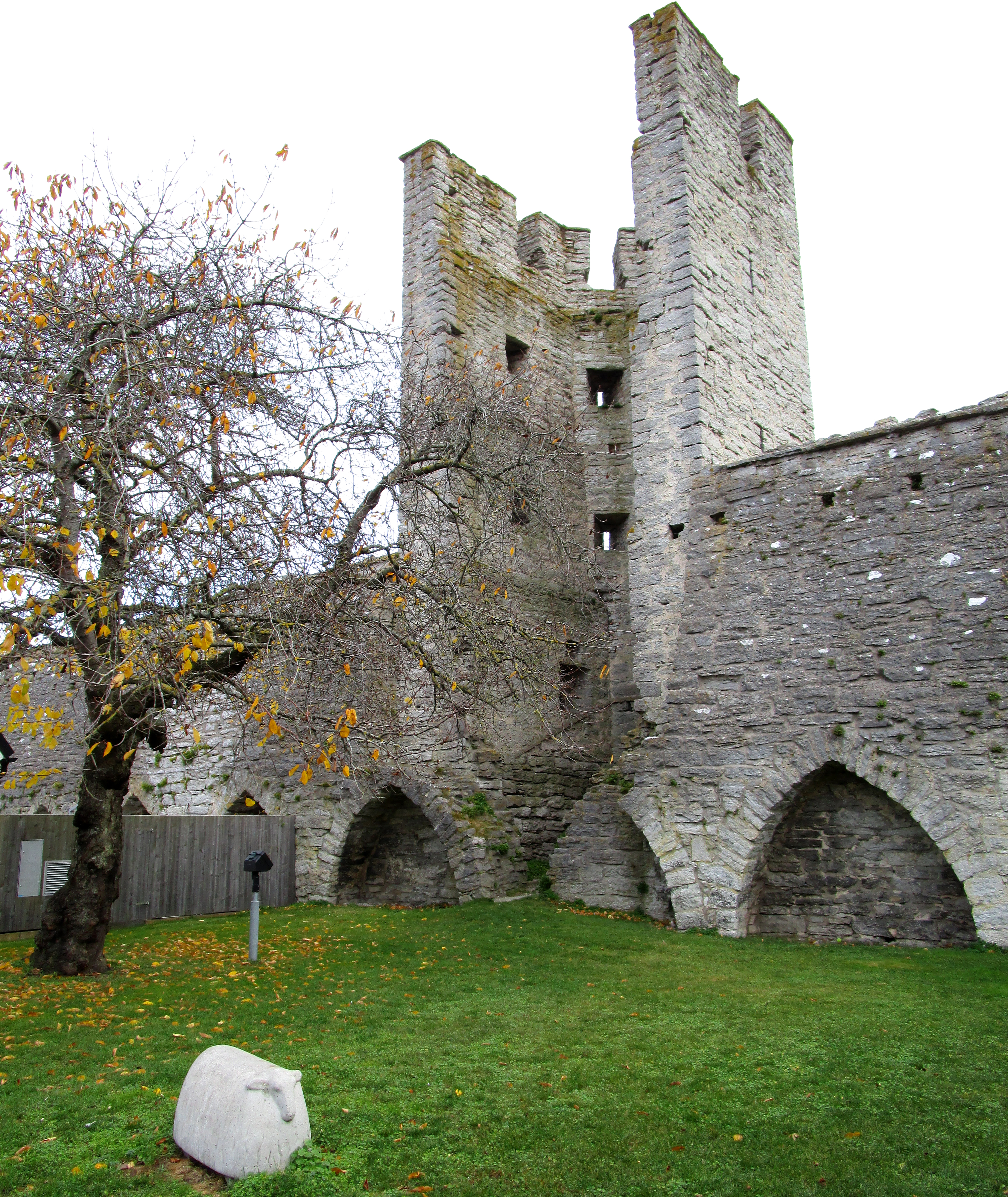
Rendijas de observación en la Torre Norte
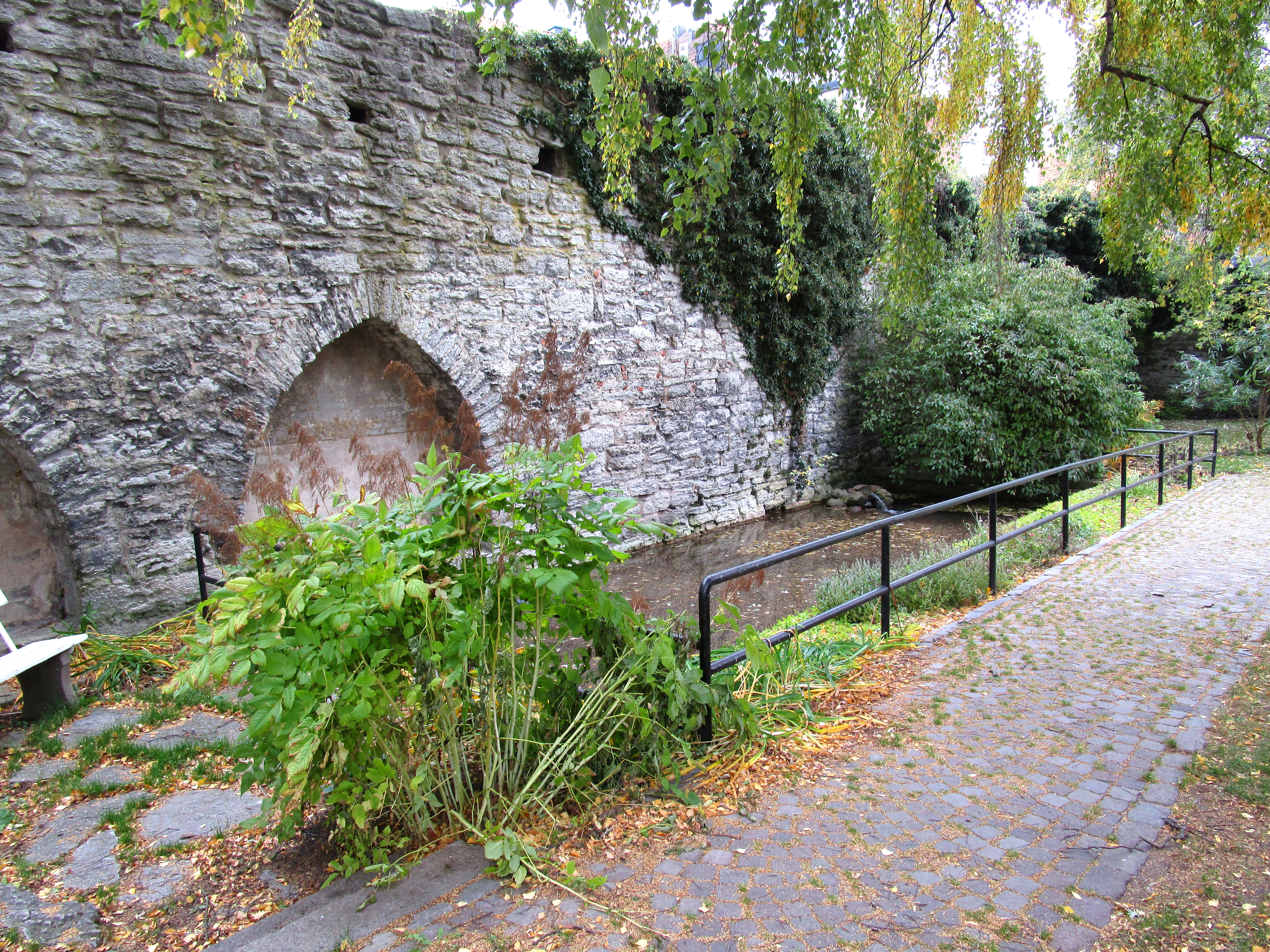
Estanque fuera de la muralla entre la Puerta de la playa grande y la playa pequeña
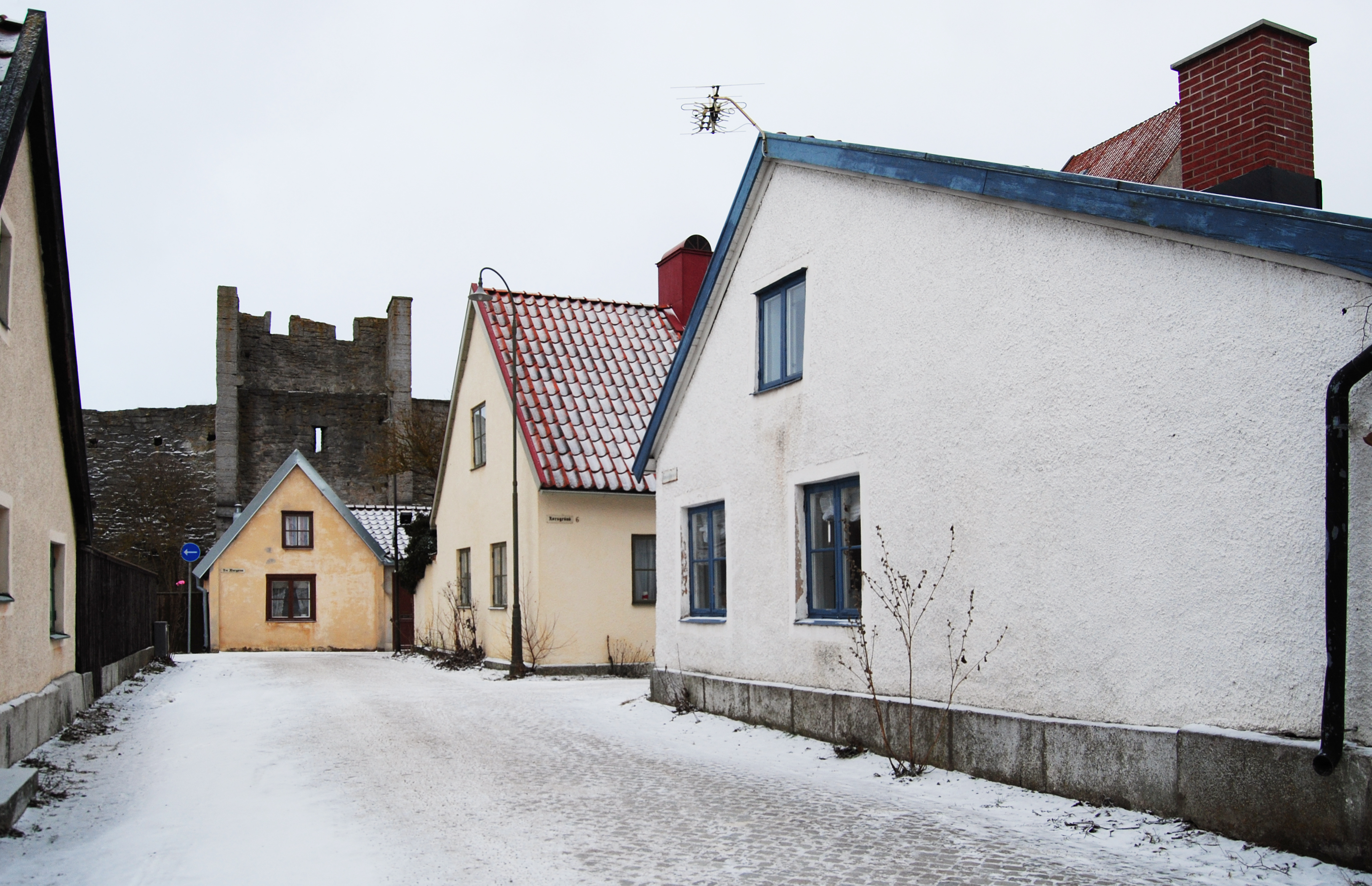
Vista de la muralla desde las callejuelas interiores de Visby
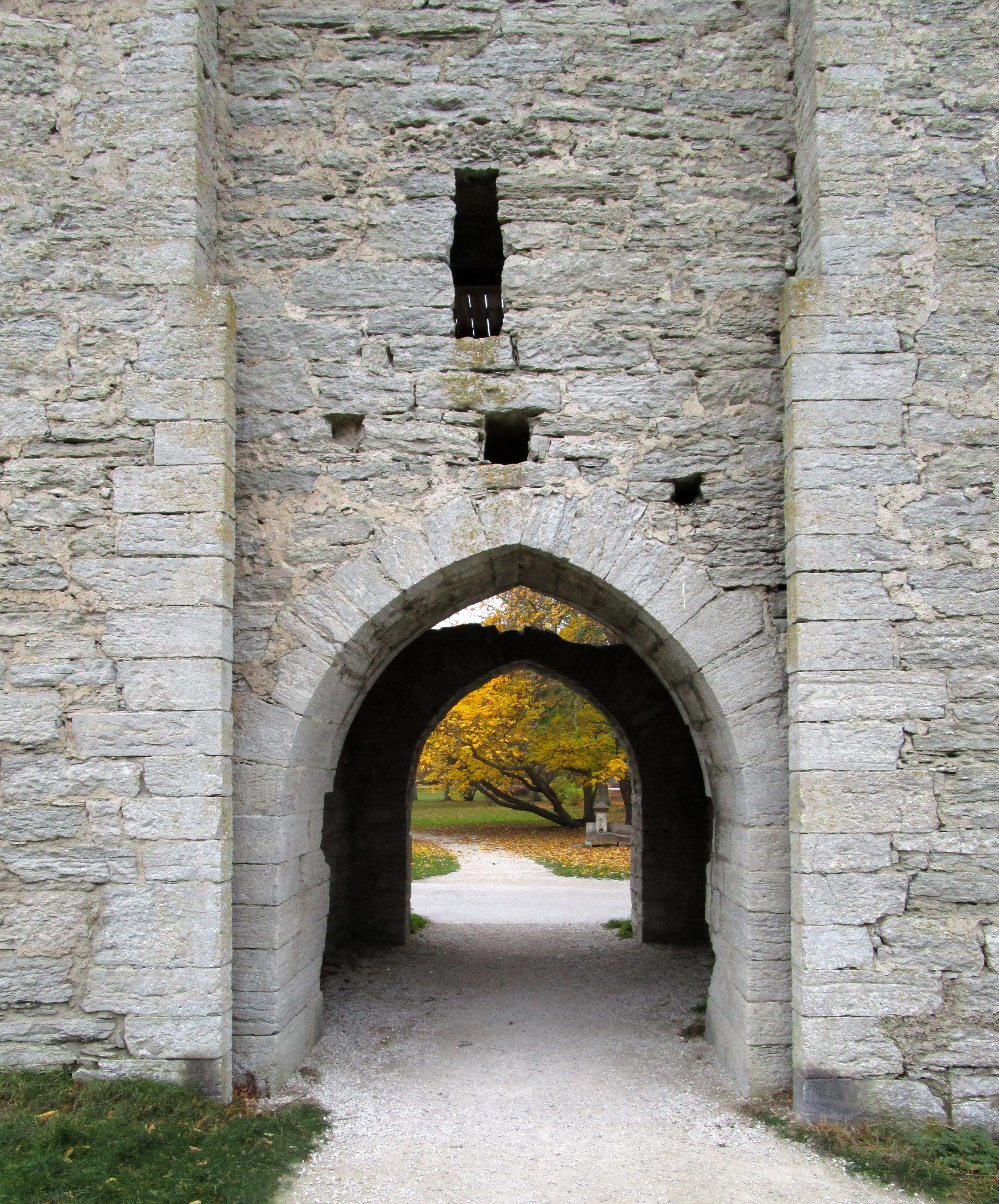
Vista de una de las puertas de acceso (Snäckgärdsporten)